# 濱厚岸站
濱厚岸站（日语：／ Hama-akkeshi eki */?）是位於北海道厚岸郡厚岸町，日本國有鐵道（國鐵）根室本線貨物支線的貨運車站（廢站）。事務管理碼為▲110479。

## 歷史

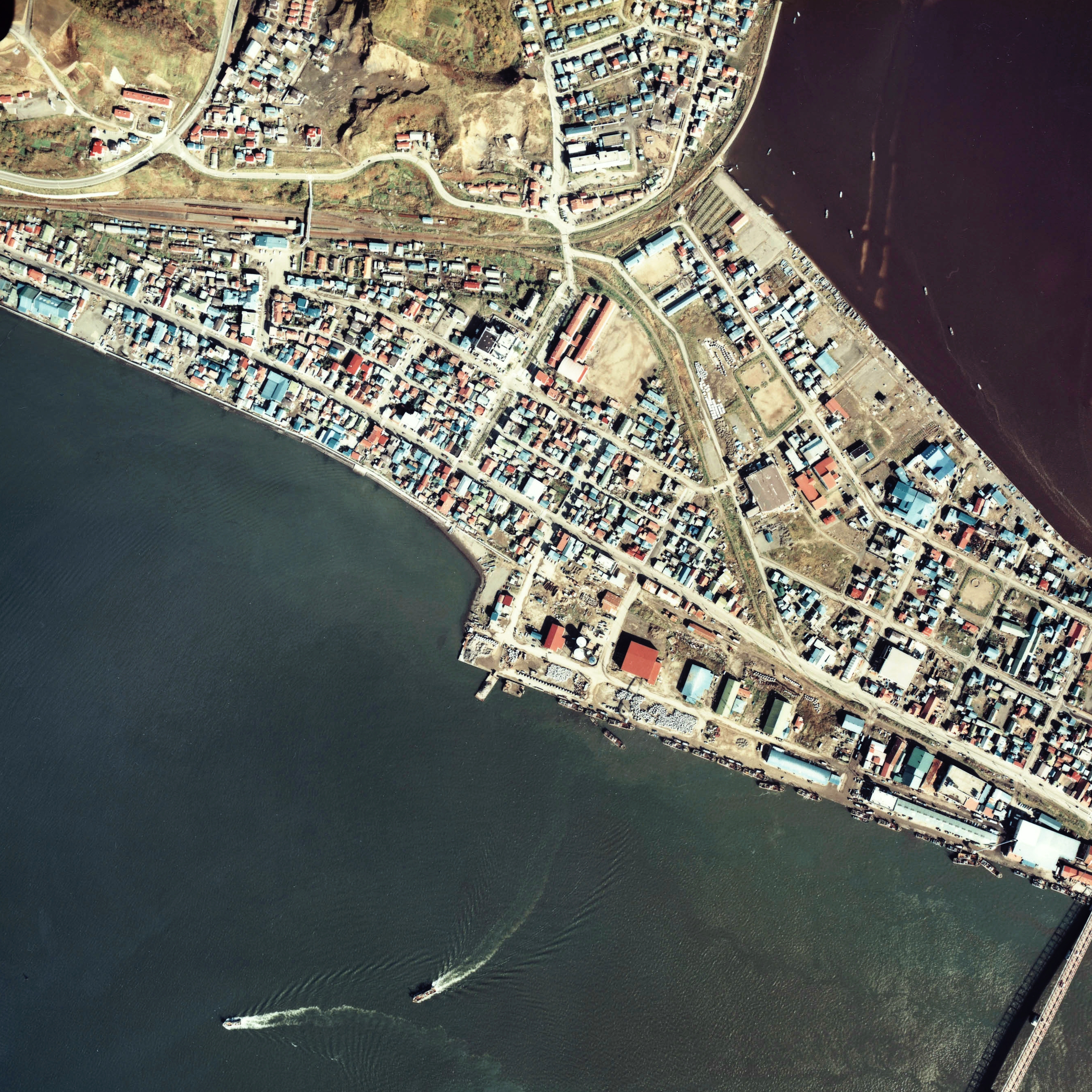
1978年的厚岸站（左上方）和貨物支線的濱厚岸站（中央右邊）與周邊約1.25公里範圍。右邊是厚岸湖，左邊是厚岸灣。

- 1917年（大正6年）12月1日：鐵道院釧路本線（→根室本線）釧路站（第二代）至此站之間開通，此站啟用[2][3]。此站當時只處理一般大型貨物[2]。
- 1919年（大正8年）11月25日：厚岸站至厚床站之間開通[4]。厚岸站至此站之間成為貨物支線。
- 1921年（大正10年）8月5日：路線名稱改為根室本線[5]。
- 1942年（昭和17年）4月1日：開設行李起卸業務[5]。
- 1954年（昭和29年）9月1日：結束行李起卸業務[5]。
- 1974年（昭和49年）10月1日：開設行李起卸業務[5]。
- 1977年（昭和52年）11月1日：結束行李起卸業務[5]。
- 1982年（昭和57年）11月15日：貨物支線被廢除，此站也被廢除[5]。

## 站名的由來
車站名稱取自該處鄰接厚岸灣。

## 相鄰車站
日本國有鐵道
根室本線（貨物支線）
厚岸－（貨）濱厚岸

## 注腳
1. ↑  日本国有鉄道営業局総務課 (编). . 日本国有鉄道. 1966: 234  [2022-12-10]. doi:10.11501/1873236 （日语）.
2. 1 2  內閣印刷局 (编). . 官報 (國立國會圖書館數碼化收藏). 1917-11-27, (1596)  [2024-04-11]. （原始内容存档于2023-11-11） （日语）.
3. 1 2   第1版. 札幌市: 日本国有鉄道北海道総局. 1973-03-25: 155. ASIN B000J9RBUY （日语）.
4. ↑  內閣印刷局 (编). . 官報 (國立國會圖書館數碼化收藏). 1917-11-27, (2189)  [2024-04-11]. （原始内容存档于2023-11-11） （日语）.
5. 1 2 3 4 5 6  石野哲 (编).  初版. JTB. 1998-10-01: 886. ISBN 978-4-533-02980-6 （日语）.

## 相關項目
- 日本鐵路車站列表 Ha